# Рукс, Шон
Шон Лестер Рукс (англ. Sean Lester Rooks; 9 сентября 1969, Нью-Йорк, Нью-Йорк — 7 июня 2016, Филадельфия, Пенсильвания, США) — американский профессиональный баскетболист и тренер, выступавший в Национальной баскетбольной ассоциации. Играл на позиции центрового. Последним местом работы специалиста был клуб НБА «Филадельфия Севенти Сиксерс», где он работал ассистентом главного тренера.

## Ранние годы
Рукс родился в Нью-Йорк, учился в средней школе Фонтана в Фонтане, штат Калифорния. Он играл в баскетбол в «Аризонском университете» вместе с Брайаном Уильямс и Эдом Стоукс.

## Профессиональная карьера
Был выбран под общим 30-м номером на драфте НБА 1992 года командой «Даллас Маверикс». В своём первом сезоне он в основном играл в стартовом составе «Маверикс», также в основе он играл в сезоне 1993/1994 за «Миннесоту Тимбервулвз». В НБА он также он сыграл за такие клубы, как «Атланта Хокс», «Лос-Анджелес Лейкерс», «Лос-Анджелес Клипперс», «Нью-Орлеан Хорнетс» и «Орландо Мэджик». Всего в НБА Рукс провёл 12 сезонов.

## Тренерская карьера
После того, как Рукс завершил карьеру игрока он стал ассистентом главного тренера клуба Д-Лиги «Бейкерсфилд Джэм», затем был ассистентом в «Нью-Мексико Тандербёрдс» и «Су-Фолс Скайфорс». С 2014 года и до дня смерти Рукс работал ассистентом главного тренера клуба «Филадельфия Севенти Сиксерс», в его обязанности входила персональная работа с центровыми клуба.

## Личная жизнь
У Рукс двое детей: дочь Кхайла, выступающая за женскую баскетбольную команду Вашингтонского университета, и сын Камерон.

## Смерть
Шон Рукс умер 7 июня 2016 года в Филадельфии от инфаркта.

## Статистика

### Статистика в НБА
| Сезон                                                                                    | Команда    | Регулярный сезон | Регулярный сезон | Регулярный сезон | Регулярный сезон | Регулярный сезон | Регулярный сезон | Регулярный сезон | Регулярный сезон | Регулярный сезон | Регулярный сезон | Регулярный сезон | Серия плей-офф | Серия плей-офф | Серия плей-офф | Серия плей-офф | Серия плей-офф | Серия плей-офф | Серия плей-офф | Серия плей-офф | Серия плей-офф | Серия плей-офф | Серия плей-офф |
| Сезон                                                                                    | Команда    | GP               | GS               | MPG              | FG%              | 3P%              | FT%              | RPG              | APG              | SPG              | BPG              | PPG              | GP             | GS             | MPG            | FG%            | 3P%            | FT%            | RPG            | APG            | SPG            | BPG            | PPG            |
| ---------------------------------------------------------------------------------------- | ---------- | ---------------- | ---------------- | ---------------- | ---------------- | ---------------- | ---------------- | ---------------- | ---------------- | ---------------- | ---------------- | ---------------- | -------------- | -------------- | -------------- | -------------- | -------------- | -------------- | -------------- | -------------- | -------------- | -------------- | -------------- |
| 1992/93                                                                                  | Даллас     | 72               | 68               | 29,0             | 49,3             | 0,0              | 60,2             | 7,4              | 1,3              | 0,5              | 1,1              | 13,5             | Не участвовал  | Не участвовал  | Не участвовал  | Не участвовал  | Не участвовал  | Не участвовал  | Не участвовал  | Не участвовал  | Не участвовал  | Не участвовал  | Не участвовал  |
| 1993/94                                                                                  | Даллас     | 47               | 28               | 26,7             | 49,1             | 0,0              | 71,4             | 5,5              | 1,0              | 0,4              | 0,9              | 11,4             | Не участвовал  | Не участвовал  | Не участвовал  | Не участвовал  | Не участвовал  | Не участвовал  | Не участвовал  | Не участвовал  | Не участвовал  | Не участвовал  | Не участвовал  |
| 1994/95                                                                                  | Миннесота  | 80               | 70               | 30,1             | 47,0             | 0,0              | 76,1             | 6,1              | 1,2              | 0,4              | 0,9              | 10,9             | Не участвовал  | Не участвовал  | Не участвовал  | Не участвовал  | Не участвовал  | Не участвовал  | Не участвовал  | Не участвовал  | Не участвовал  | Не участвовал  | Не участвовал  |
| 1995/96                                                                                  | Миннесота  | 49               | 7                | 18,4             | 49,3             | 16,7             | 66,7             | 4,2              | 0,8              | 0,4              | 0,6              | 6,8              | Не участвовал  | Не участвовал  | Не участвовал  | Не участвовал  | Не участвовал  | Не участвовал  | Не участвовал  | Не участвовал  | Не участвовал  | Не участвовал  | Не участвовал  |
| 1995/96                                                                                  | Атланта    | 16               | 0                | 13,4             | 55,2             | 0,0              | 67,4             | 3,2              | 0,6              | 0,3              | 0,9              | 5,8              | 10             | 0              | 14,0           | 57,1           | 0,0            | 61,9           | 2,7            | 0,7            | 0,4            | 0,4            | 4,5            |
| 1996/97                                                                                  | Лейкерс    | 69               | 3                | 10,7             | 47,0             | 0,0              | 70,0             | 2,4              | 0,6              | 0,2              | 0,6              | 3,8              | 8              | 0              | 6,8            | 44,4           | 0,0            | 75,0           | 1,5            | 0,1            | 0,4            | 0,4            | 1,8            |
| 1997/98                                                                                  | Лейкерс    | 41               | 1                | 10,4             | 45,5             | 0,0              | 59,5             | 2,9              | 0,6              | 0,0              | 0,6              | 3,4              | 4              | 0              | 2,8            | 33,3           | 0,0            | 0,0            | 0,3            | 0,0            | 0,0            | 0,8            | 1,0            |
| 1998/99                                                                                  | Лейкерс    | 36               | 0                | 8,8              | 40,5             | 0,0              | 70,8             | 2,0              | 0,3              | 0,1              | 0,3              | 2,7              | 7              | 0              | 6,9            | 33,3           | 0,0            | 83,3           | 0,3            | 0,4            | 0,0            | 0,1            | 1,3            |
| 1999/00                                                                                  | Даллас     | 71               | 13               | 14,1             | 43,1             | 0,0              | 73,0             | 3,5              | 1,0              | 0,4              | 0,7              | 4,4              | Не участвовал  | Не участвовал  | Не участвовал  | Не участвовал  | Не участвовал  | Не участвовал  | Не участвовал  | Не участвовал  | Не участвовал  | Не участвовал  | Не участвовал  |
| 2000/01                                                                                  | Клипперс   | 82               | 0                | 18,9             | 42,8             | 50,0             | 74,8             | 3,7              | 0,9              | 0,4              | 0,8              | 5,4              | Не участвовал  | Не участвовал  | Не участвовал  | Не участвовал  | Не участвовал  | Не участвовал  | Не участвовал  | Не участвовал  | Не участвовал  | Не участвовал  | Не участвовал  |
| 2001/02                                                                                  | Клипперс   | 61               | 2                | 11,9             | 41,8             | 0,0              | 72,4             | 2,0              | 0,4              | 0,2              | 0,3              | 3,0              | Не участвовал  | Не участвовал  | Не участвовал  | Не участвовал  | Не участвовал  | Не участвовал  | Не участвовал  | Не участвовал  | Не участвовал  | Не участвовал  | Не участвовал  |
| 2002/03                                                                                  | Клипперс   | 70               | 38               | 19,2             | 42,1             | 0,0              | 81,0             | 3,1              | 1,0              | 0,5              | 0,6              | 4,2              | Не участвовал  | Не участвовал  | Не участвовал  | Не участвовал  | Не участвовал  | Не участвовал  | Не участвовал  | Не участвовал  | Не участвовал  | Не участвовал  | Не участвовал  |
| 2003/04                                                                                  | Нью-Орлеан | 35               | 0                | 9,3              | 36,2             | 0,0              | 80,0             | 1,4              | 0,3              | 0,3              | 0,1              | 2,3              | Не участвовал  | Не участвовал  | Не участвовал  | Не участвовал  | Не участвовал  | Не участвовал  | Не участвовал  | Не участвовал  | Не участвовал  | Не участвовал  | Не участвовал  |
| 2003/04                                                                                  | Орландо    | 20               | 0                | 13,5             | 35,1             | 0,0              | 95,5             | 2,4              | 0,9              | 0,3              | 0,3              | 3,1              | Не участвовал  | Не участвовал  | Не участвовал  | Не участвовал  | Не участвовал  | Не участвовал  | Не участвовал  | Не участвовал  | Не участвовал  | Не участвовал  | Не участвовал  |
|                                                                                          | Всего      | 749              | 230              | 18,1             | 45,9             | 9,1              | 69,9             | 3,8              | 0,8              | 0,3              | 0,7              | 6,2              | 29             | 0              | 8,7            | 49,0           | 0,0            | 68,6           | 1,4            | 0,4            | 0,2            | 0,4            | 2,5            |
| Наведите курсор мыши на аббревиатуры в заголовке таблицы, чтобы прочесть их расшифровку. |            |                  |                  |                  |                  |                  |                  |                  |                  |                  |                  |                  |                |                |                |                |                |                |                |                |                |                |                |